# Dithionit

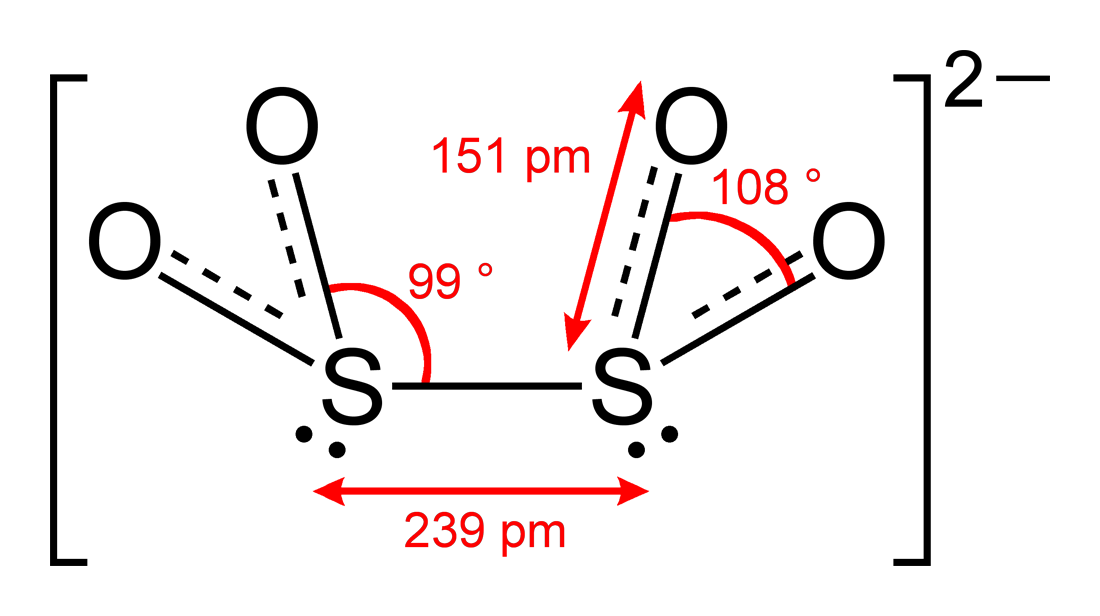
Cấu trúc dị thường của anion dithionit. Liên kết S-S dài hơn hẳn bình thường.

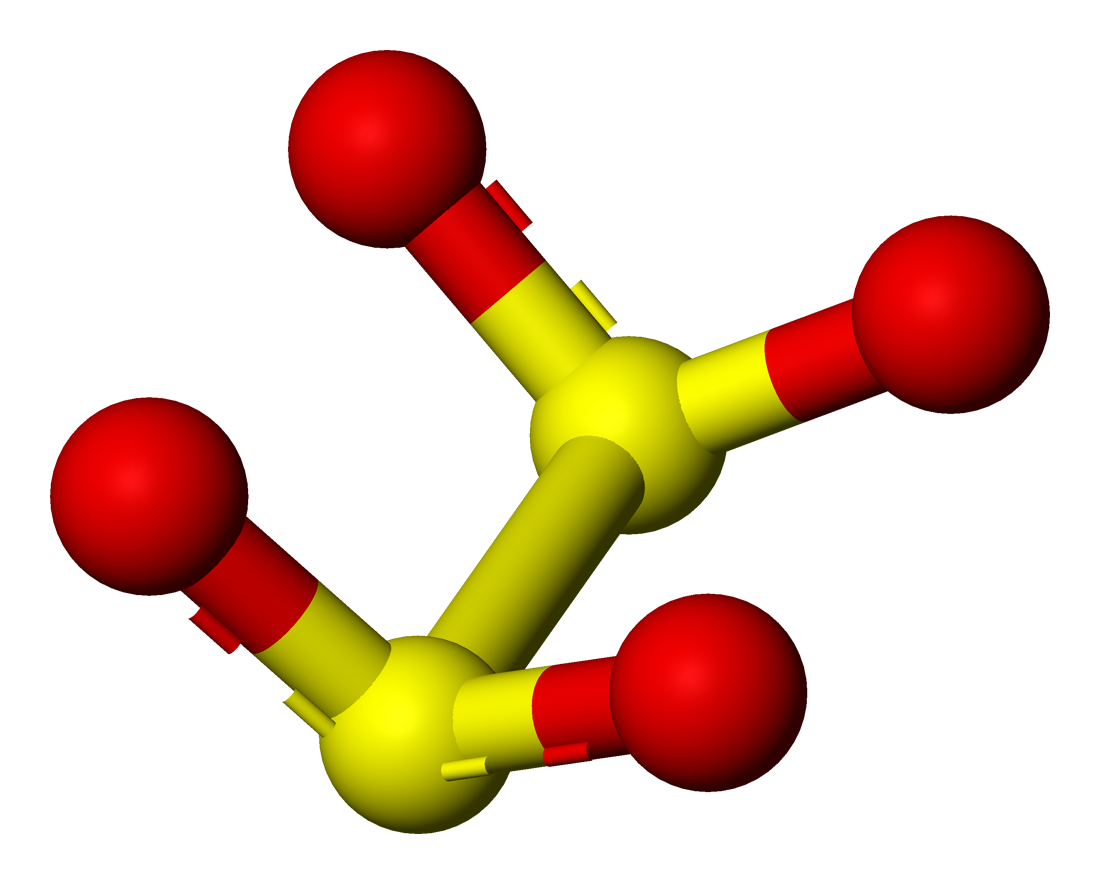
mô hình bóng và que của dithionit ion.

Dithionit anion ([S2O4]2−),hay còn gọi là hiposunfit là một loại oxoanion của lưu huỳnh. Thường gặp nó dưới dạng muối không màu.

## Phản ứng
Dithionit là chất khử.Ở pH = 7, thế khử chuẩn là −0.66 V so với điện cực hydro bình thường (NHE). Sự khử anion này sẽ tạo thành sunfit:
S2O2−4  +  2 H2O   →   2 HSO−3  +  2 e− +  2 H+
Dithionit thủy phân không cân xứng trong môi trường axit tạo thành thiosunfat và hydrosunfit:
2 S2O2−4 + H2O → S2O2−3 + 2 HSO−3
Nó cũng thủy phân bất đối xứng trong dung dịch kiềm để tạo thành sunfit and sulfide:
3 Na2S2O4 + 6 NaOH → 5 Na2SO3 + Na2S + 3 H2O
Nó từng được tổng hợp từ axit dithionous / hiposunfurơ (H2S2O4).

## Ứng dụng
Natri dithionit được dùng trong công nghiệp dưới dạng chất khử.
Dithionit được dùng với các chất tạo liên kết cộng hoá trị phối trí (ví dụ như axit citric) để khử sắt (III) oxi-hydroxide FeO(OH) thành hợp chất tan của sắt (II); và để loại bỏ các pha của khoáng vật vô định hình chứa sắt (III) trong quá trình phân tích đất (chiết xuất có chọn lọc).
Quá trình phân huỷ dithionit tạo ra hợp chất chứa lưu huỳnh có số oxi hoá thấp hơn, có khả năng ăn mòn thép và thép không gỉ. Thiosunfat (S2O2−3) có thể gây rỗ, còn gốc sulfide (S2−, HS−) lại ăn mòn dưới ứng suất (SCC).